# Olivier Carreau
Pour les articles homonymes, voir Carreau.
Olivier Carreau, né le 28 janvier 1978, est un archer français.

## Carrière
Il remporte le titre mondial en arc à poulies par équipes aux Championnats du monde de tir à l'arc 1995 à Jakarta.